# Редия

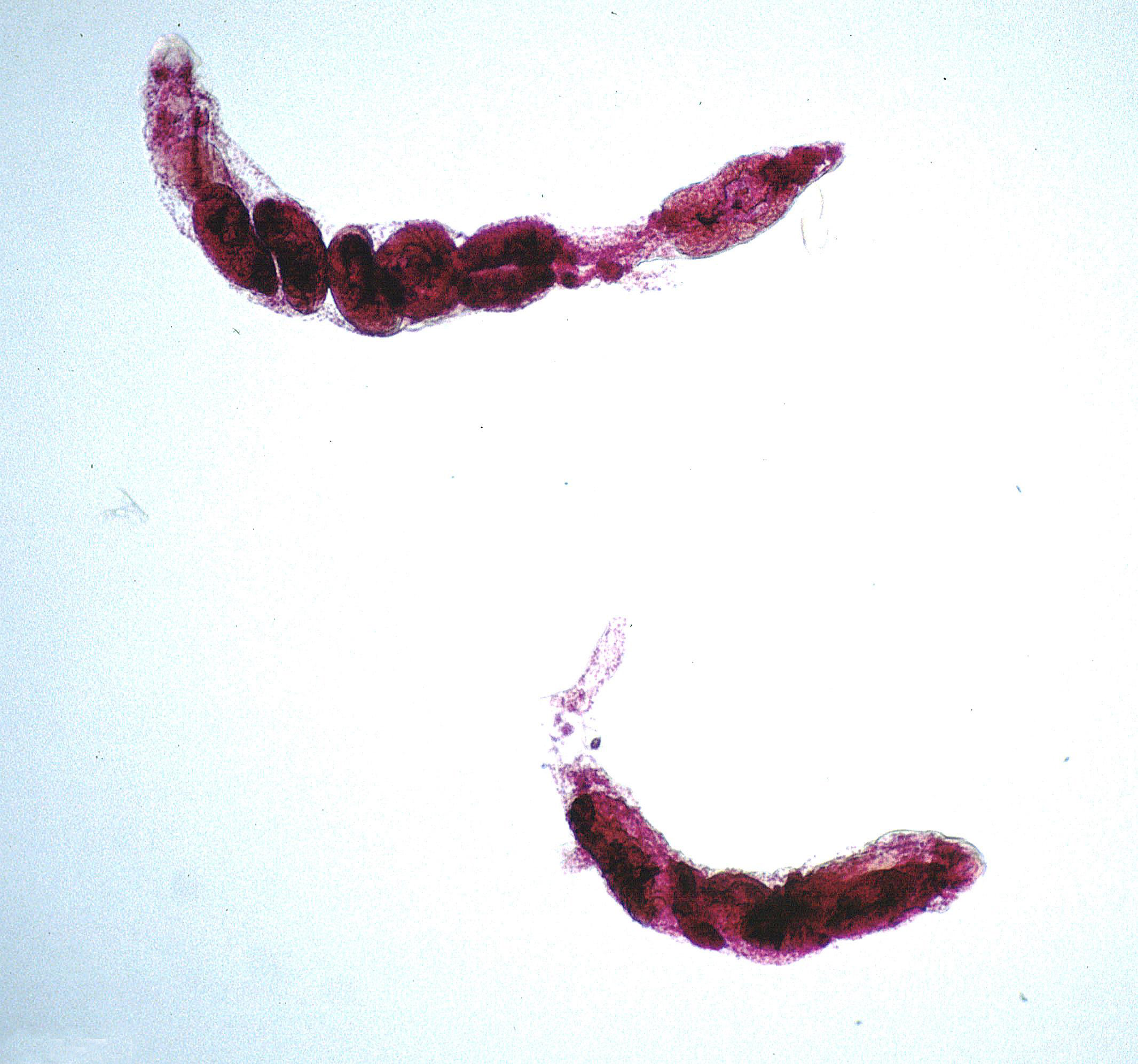
Редии печёночного сосальщика

Ре́дия — второе паразитическое поколение трематод. Паразитирует в промежуточном хозяине (обычно брюхоногом моллюске). 

## Строение
Редии развиваются из зародышевых клеток внутри особи предшествующего поколения — материнской спороцисты. Когда спороциста лопается и гибнет, редии выходят наружу и начинают активно питаться, поглощая ткани хозяина. Форма тела редий овальная или удлинённая, могут присутствовать короткие опорные отростки. У редий имеется рот с ротовой присоской, мускулистая глотка, переходящая в мешковидный кишечник, два протонефридия, зачатки ортогональной нервной системы, генеративные клетки (яйцеклетки) в паренхиме и родильной поры. Наличие последней, а также ротового отверстия, глотки и кишки отличает их от спороцист. 
Редии размножаются партеногенетически, давая начало ещё одному поколению редий (например, у лёгочного сосальщика) или же новому поколению — церкариям. Церкарии развиваются из отдельных зародышевых клеток внутри редий таким же способом, каким внутри спороцисты образуются редии.